# Блу Вотерс (футбольний клуб)
Блу Вотерс Футбол Клуб, або більш відомий як Лангер Хайнріх Майн (ЛХУ) Блу Вотерс, або просто Блу Вотерс (англ. Blue Waters Football Club) — професіональний футбольний клуб з Намібії, який представляє місто Волфіш-Бей. Команда переїздить зі свого домашнього стадіону, «Блу Вотерс Спорт Філд» в Куйсебмонді, передмісті Волфіш-Бей. Команда має принципове суперництво з клубом «Ілевен Арроуз», який було сформовано на початку 1960-их років з колишніх гравців «Блу Вотерс».
Зараз клуб виступає у найвищому футбольному дивізіоні чемпіонату країни, Прем'єр-лізі Намібії. «Блу Вотерс» — один з найстарших футбольних клубів Намібії, його було засновано в 1936 році.

## Історія
«Блу Вотерс» було засновано Деніелом Шимбабі, за професією — вчителем, в старій частині міста Волфіш-Бей як футбольна команда для африканських футболістів. Клуб було засновано 13 лютого 1936 року в старій частині міста для громади, яка там проживає та розмовляє на мові ошивамбо. Команда виграла головний кубковий турнір, західну лігу та першою серед інших команд підготувалася для виступу в чемпіонаті, який представляв команди з обох ліг. 
Команда сильно постраждала через відтік гравців зі свого складу, які приєдналися до «Ілевен Арроуз». Це головна причина значного спаду у досягненнях команди, але в кінці 1960-их років команда повертається на колишній рівень, перемігши в головному турнірі у Віндхуці. Це відродження клубу супроводжувалося й поверненням до команди колишніх гравців клубу, які повернулися з «Ілевен Арроуз».
«Блу Вотерс» починаючи з 1970-их років виховав таких відомих гравців, як Лукас Ранга, Нілендже Бонетті, Пері Шекупе, Метью Амаділа, Бобі Куртц, Хендрік Девідс Еусебіу Канджаї, Молой Амаділа, Іво ді Говея, Фелло Муатунга, Салатіель Нджао, Коко Мататіас, Стріклер Муаїне, Доккіс Теодор, Сандру ді Говея, Готтлайб Накута.
Команда вибула в сезоні 2007/08 років до Вищого дивізіону Першої ліги Прибережного регіону Чемпіонату Намібії з футболу, але вже в сезоні 2008/09 років повернулася до Прем'єр-ліги.

## Керівний склад клубу
- Власник: Бен Аматіла
- Президент: Тітус Шилонго
- Виконавчий директор: Хафені Ндемула
- Тренер: Педру Арманду
- Помічники тренера: Фішер Калімба та Кхулу Хавала
- Тренер воротарів: Браун

## Тренери
- Уве Бахманн[14]
- Слаггер Імбілі
- Хендрік Девідс
- Коко Матіас Муатунга
- Піта Юсеб
- Сандро ді Говея
- Лакі Ріхтер
- Лакі Шипанга[15][16][17]
- Шеферд Мурапе[18][19]
- Спаркс Готллієб
- Додда Шозі
- Гілберт Расвока[20]
- Геральд Гантер[21]
- Арманду Педру[22][23]

## Досягнення
- Прем'єр-ліга: 4[24]

 Чемпіон 1988, 1996, 2000, 2004
- Кубок Намібії Бідвест: 1

 Переможець 1994

## Виступи в турнірах під егідою КАФ
| Сезон | Турнір             | Раунд      | Клуб                       | Вдома | На виїзді | Загальний |
| ----- | ------------------ | ---------- | -------------------------- | ----- | --------- | --------- |
| 1996  | Кубок КАФ          | Попередній | Одинадцять людей в польоті | 3-1   | 2-4       | 5-5 (в)   |
| 1996  | Кубок КАФ          | 1          | Примейру де Агошту         | 1-2   | 1-4       | 2-6       |
| 1997  | Ліга чемпіонів КАФ | Попередній | Нотвейн                    | т.п.1 | т.п.1     | т.п.1     |
| 2005  | Ліга чемпіонів КАФ | Попередній | Атлетіку Авіасан           | 2-1   | 0-3       | 2-4       |

1- Блу Вотерс покинули турнір.